# Wiesent (Regnitz)
Die Wiesent ist ein etwa 78 Kilometer langer, östlicher und rechter Nebenfluss der Regnitz in Oberfranken. Sie ist der Hauptfluss der Fränkischen Schweiz.

## Name
Der Name der Wiesent leitet sich vom althochdeutschen Namen Wisantaha her, der sich aus Wisant (Wisent) und Aha (Wasser) zusammensetzt und sinngemäß „Wasser, an dem Wisente leben“ bedeutet. Eine alternative Hypothese leitet den Namen mit -und-Suffix vom germanischen *wis- für „Fluss, (stinkende) Flüssigkeit“ ab.

## Geographie

### Wiesentquelle

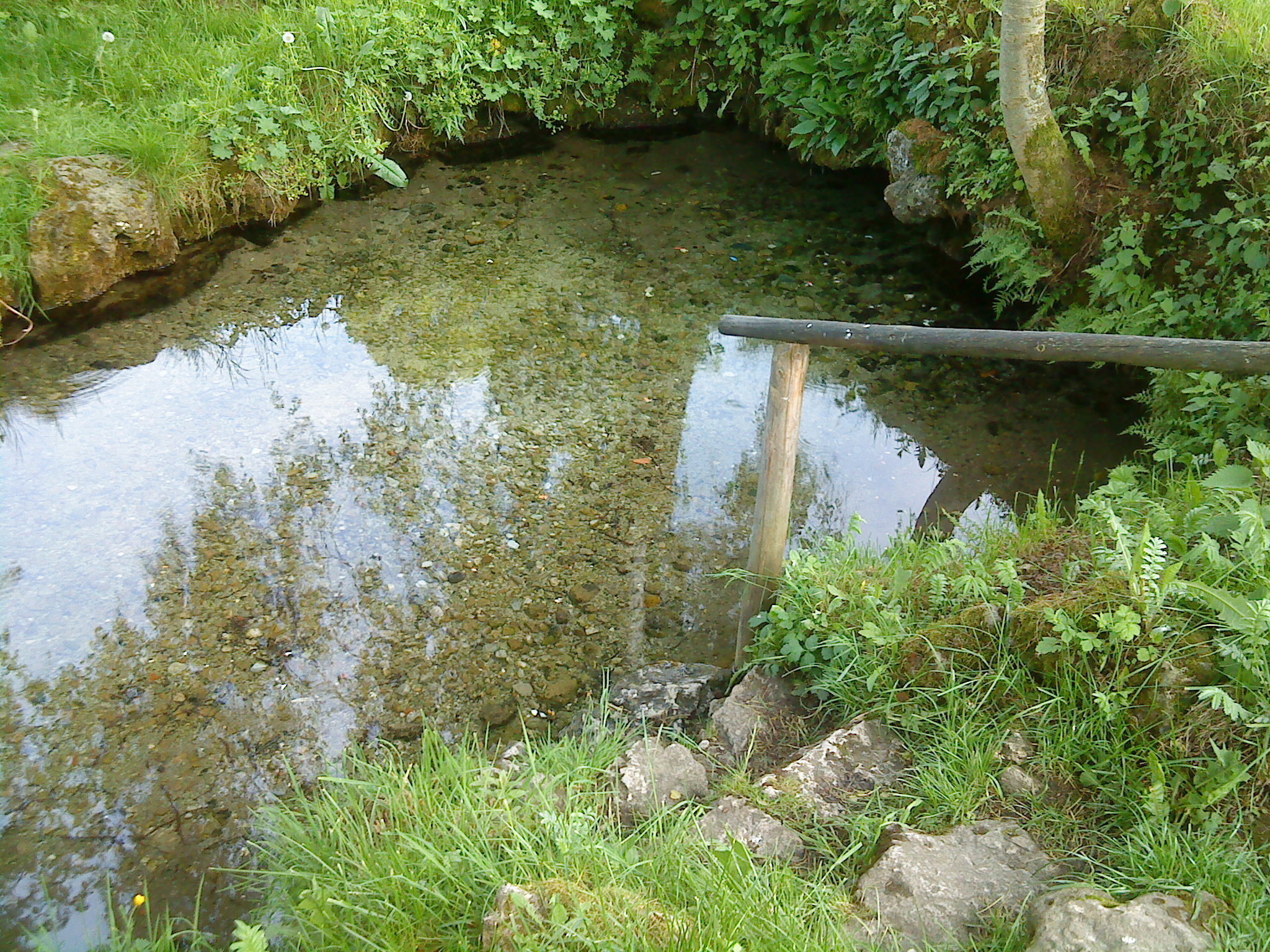
Wiesentquelle in Steinfeld

Die Wiesentquelle liegt im Westen von Steinfeld, einem Gemeindeteil der Gemeinde Stadelhofen. Es handelt sich um eine gefasste Karstquelle zwischen den Häusern des Ortes, die im Riffdolomit des Frankenjuras entspringt. 
Die Quelle kann nach Starkregen eine enorme Schüttung aufweisen. Die Quelle ist vom Bayerischen Landesamt für Umwelt als Geotop 471Q001 ausgewiesen. Siehe hierzu auch die Liste der Geotope im Landkreis Bamberg.

### Verlauf

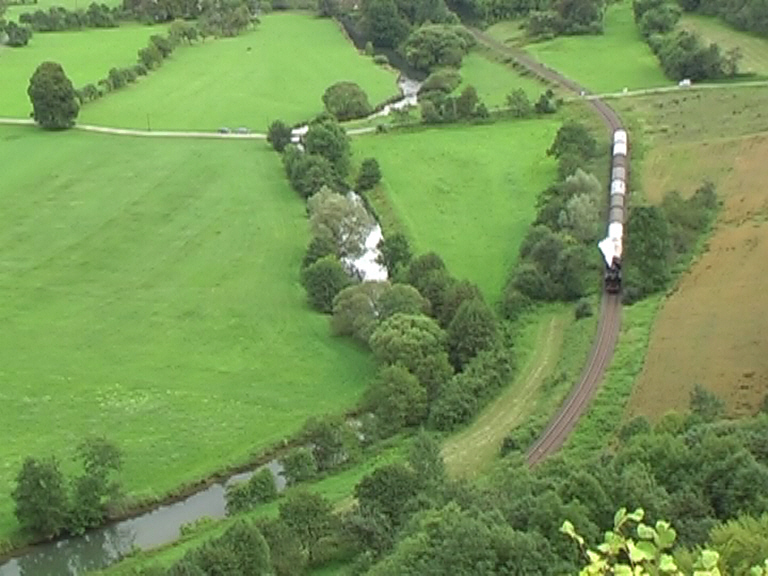
Wiesent zwischen Streitberg und Muggendorf

Die Wiesent fließt zunächst in südöstliche Richtung und wendet sich hinter Waischenfeld nach Südwesten. Von der Mündung der Aufseß in Doos an fließt sie nach Südosten, nimmt bei Behringersmühle die Püttlach auf und knickt nach Westen ab. 
Wenige hundert Meter flussabwärts wird sie von der Stempfermühlquelle (550 l/s) verstärkt. Von Burggaillenreuth über Muggendorf bis zur Burgruine Neideck bei Streitberg fließt sie nach Nordwesten, dann wieder nach Südwesten über Ebermannstadt und Pretzfeld. Bei Forchheim mündet die Wiesent in die Regnitz.
Der etwa 78 km lange Gesamtlauf der Wiesent endet ungefähr 205 Höhenmeter unterhalb ihrer Quelle, sie hat somit ein mittleres Sohlgefälle von circa 2,6 ‰.

### Einzugsgebiet und Zuflüsse

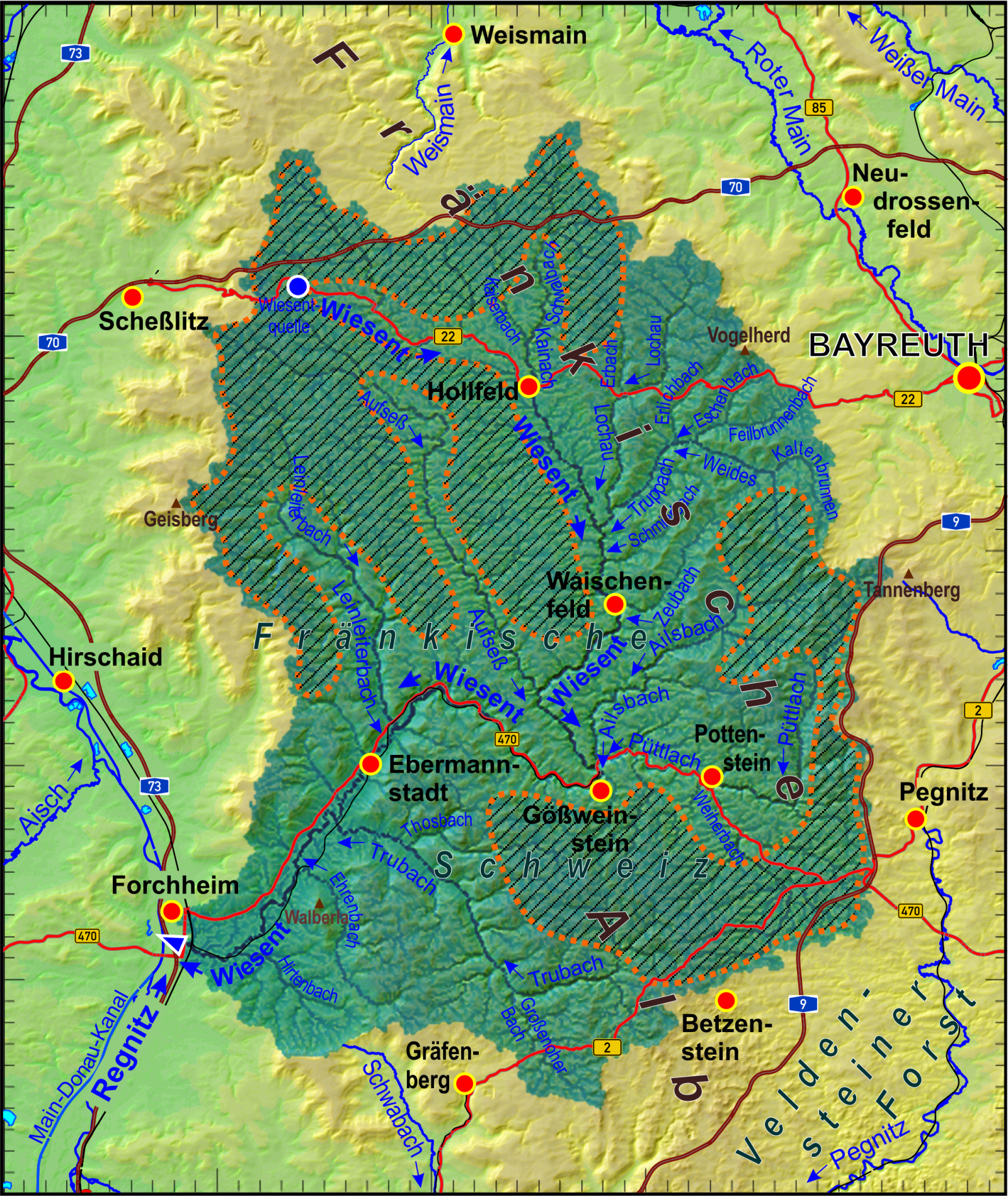
Einzugsgebiet der Wiesent

Die Wiesent ist ein Karstfluss und der Hauptvorfluter der Fränkischen Schweiz im Norden der Fränkischen Alb. Das insgesamt 1041 km² große orografische Einzugsgebiet umfasst auch verkarstete Hochflächen mit Trockentälern ohne oder mit nur periodischem oberirdischem Abfluss.
Die wichtigsten Nebenflüsse (EZG > 10 km2) der Wiesent sind, flussabwärts geordnet:
- Kainach (links)
- Truppach (links)
- Zeubach (links)
- Aufseß (rechts)
- Püttlach (links)
- Leinleiter (rechts)
- Breitenbach (rechts)
- Trubach (links)
- Ehrenbach (links)
- Trubbach (links)

### Flusssystem Wiesent
- Fließgewässer im Flusssystem Wiesent.

### Orte
- Steinfeld
- Treunitz
- Loch
- Wiesentfels
- Hollfeld
- Plankenfels
- Waischenfeld
- Behringersmühle
- Muggendorf
- Streitberg
- Niederfellendorf
- Ebermannstadt
- Forchheim

Orte entlang der Wisent
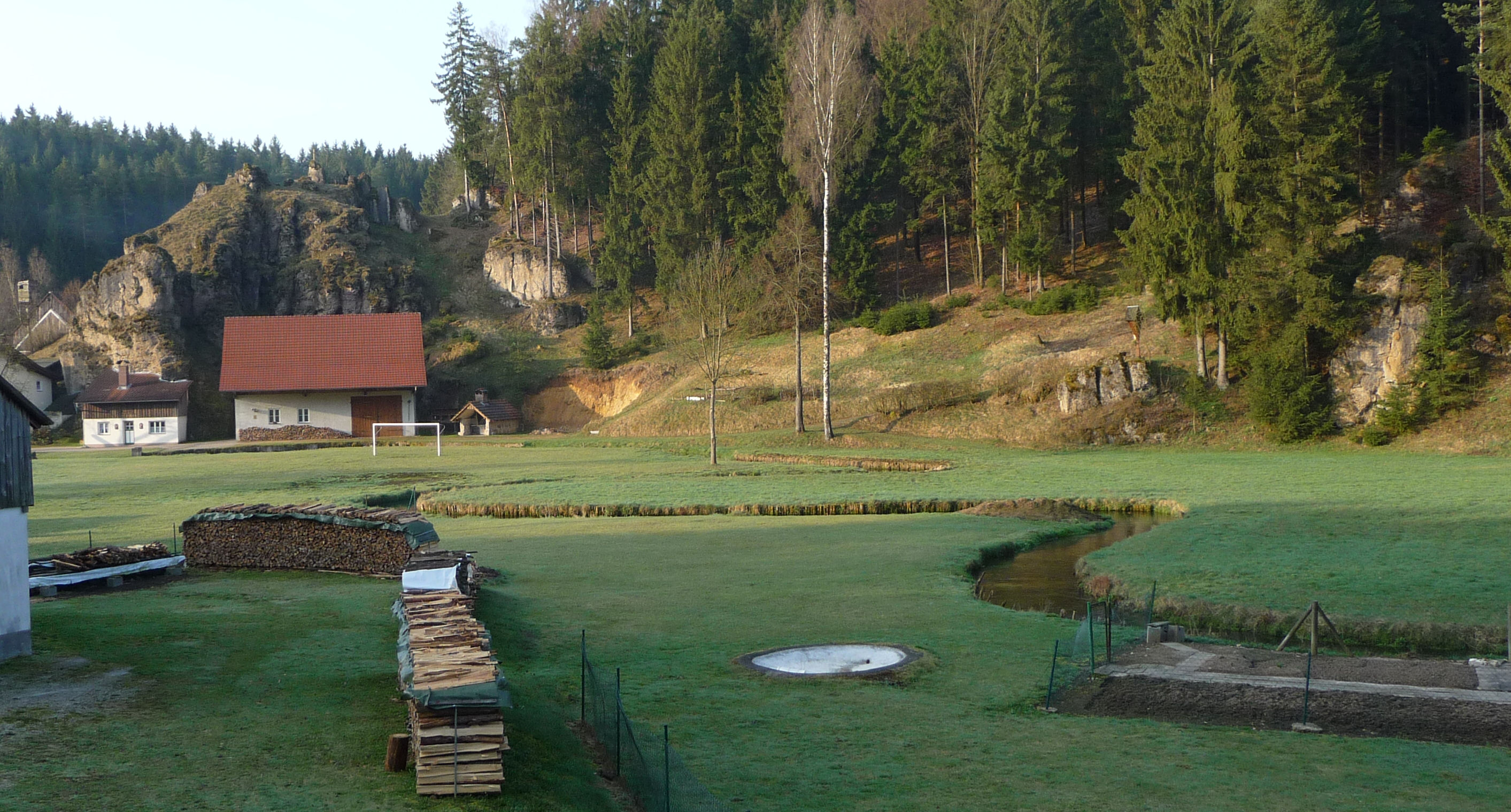
in Treunitz
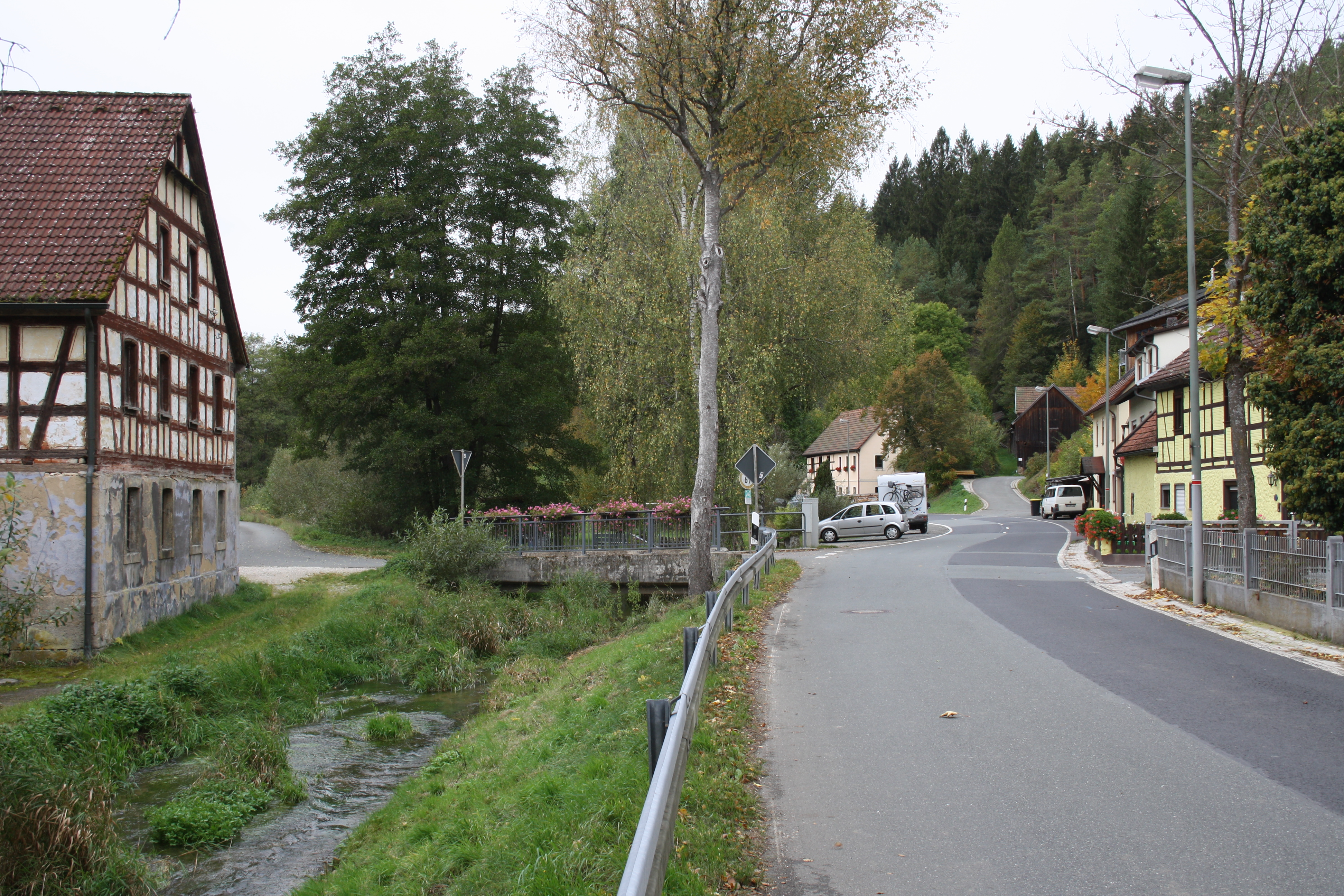
in Loch
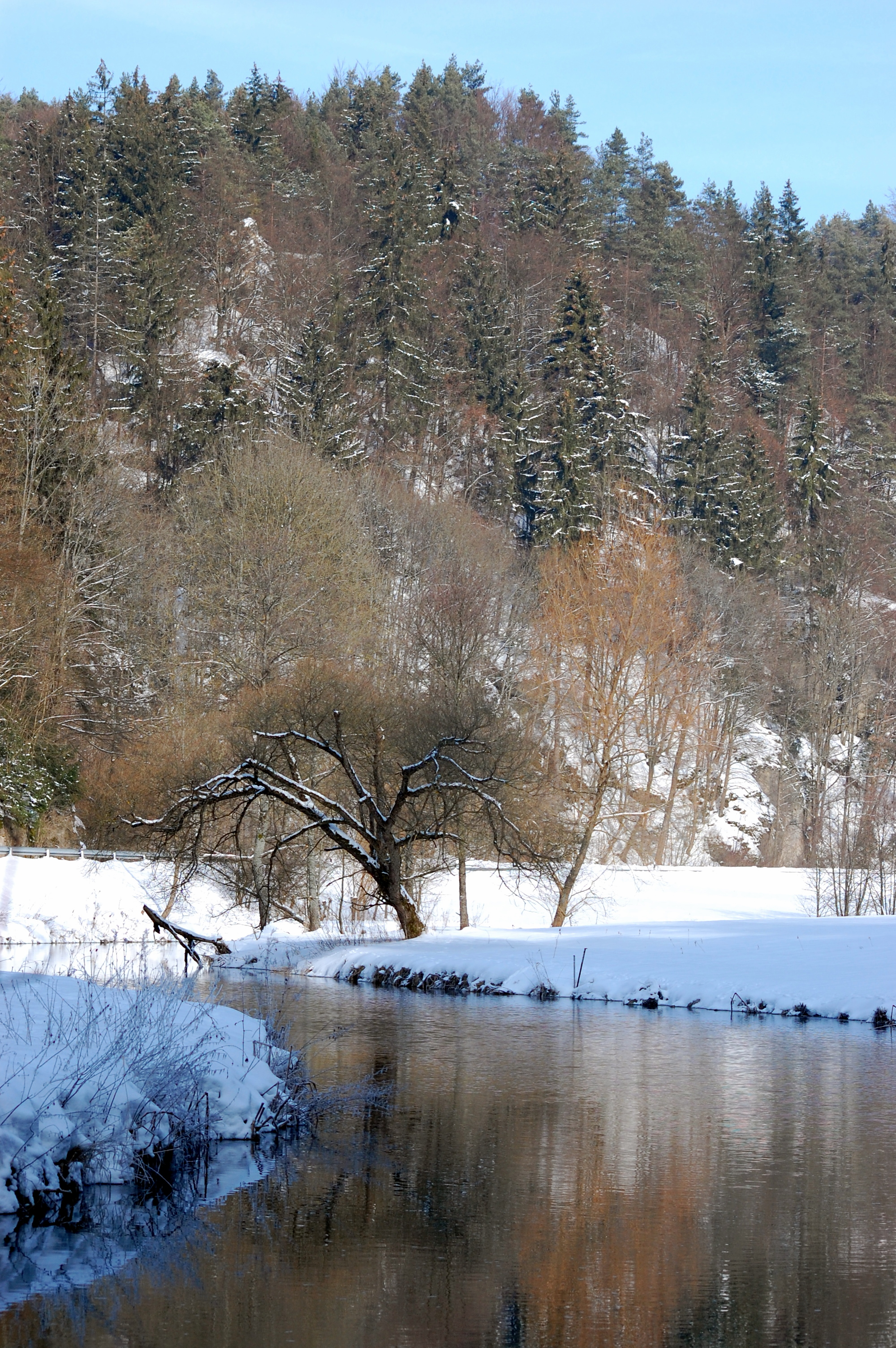
in der Nähe der Burg Rabeneck
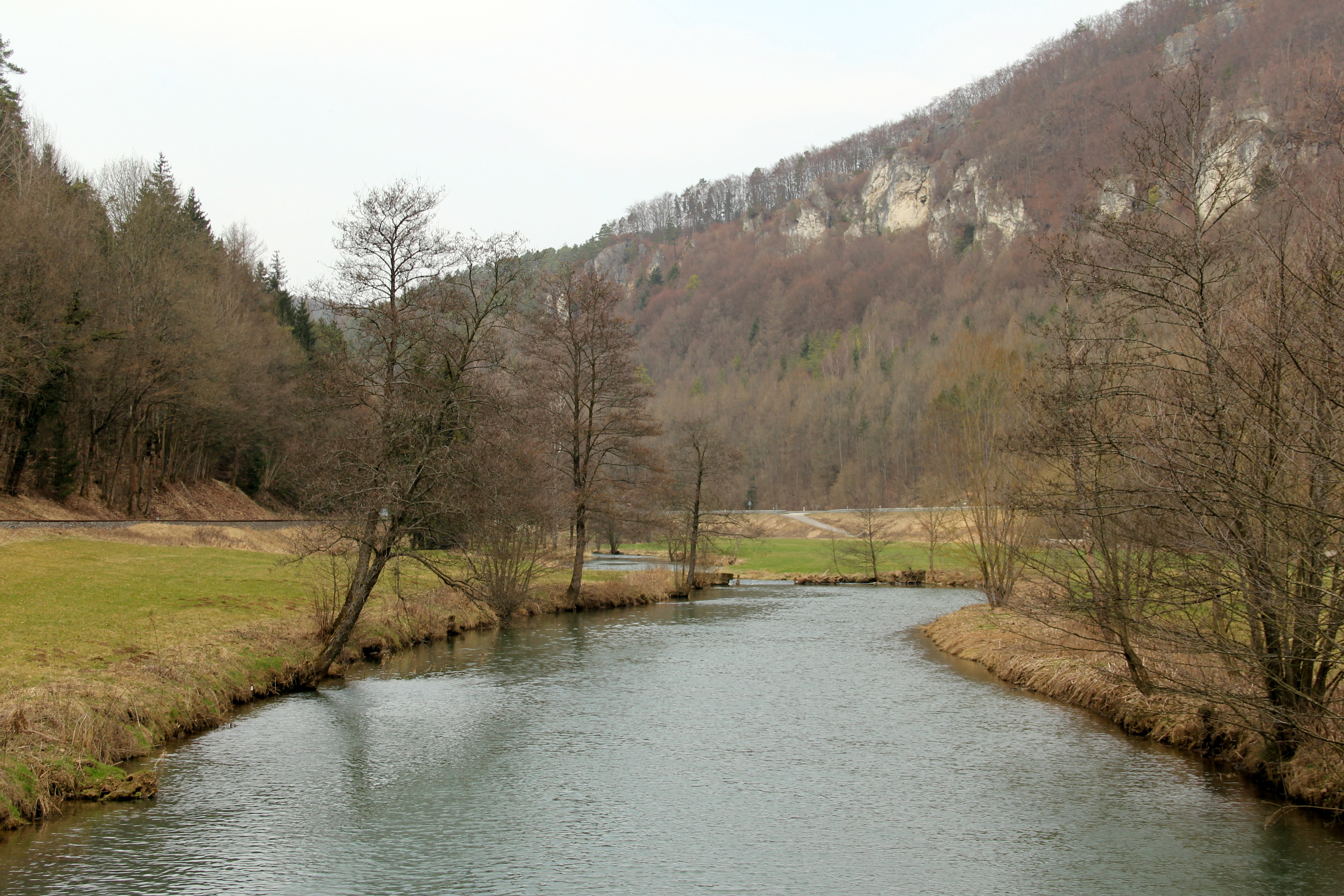
bei Muggendorf
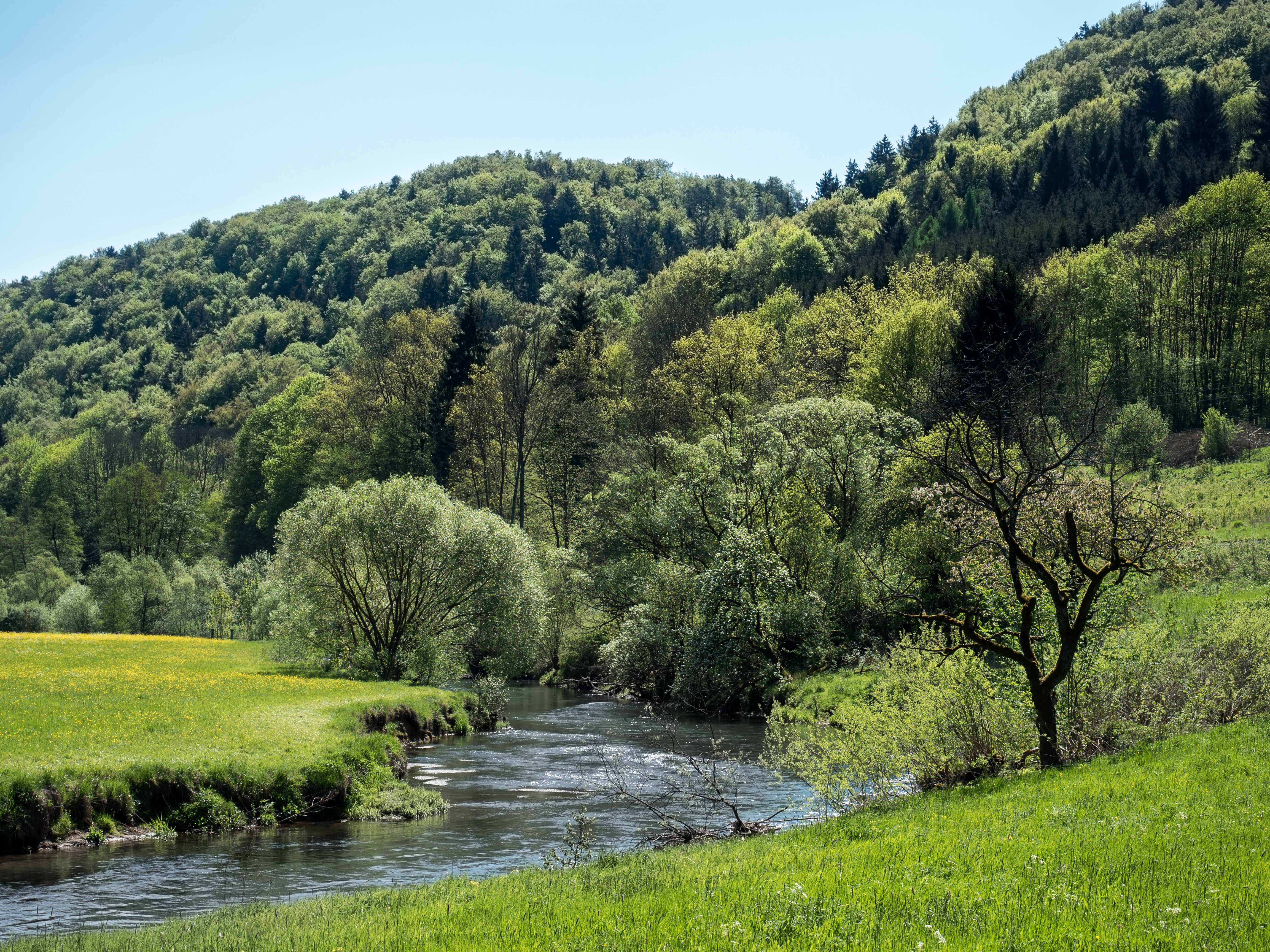
bei Streitberg

## Freizeit und Erholung
Die Wiesent bietet zwischen Muggendorf und Ebermannstadt die einzige noch erlaubte Flusswanderfahrt durch die Fränkische Schweiz und ist besonders bei Kanu-Fahrern sehr beliebt.
Nach einer neuen Rechtsverordnung der Regierung von Oberfranken ist das Kanufahren ab 2006 auf der Wiesent nur noch eingeschränkt erlaubt, Floßfahrten sind generell verboten:
- Vom 1. Oktober bis 30. April ist zwischen Plankenfels und Gasseldorf das Paddeln verboten.
- Vom 1. Mai bis 30. September darf die Wiesent von Plankenfels bis zur Sachsenmühle von 9 bis 17 Uhr und von der Sachsenmühle bis Gasseldorf von 9 bis 18 Uhr befahren werden.
- Der Oberlauf ist bis Plankenfels ganzjährig gesperrt.
- Gepaddelt werden darf nur in Fließrichtung.
- Ein- und Aussteigen ist nur an gekennzeichneten Stellen gestattet.
- Alle organisierten Bootsveranstaltungen mit mehr als zehn Booten sind verboten, Ausnahmen müssen genehmigt werden.
- Die ortsansässigen Bootsverleiher dürfen nur eine vorgeschriebene Zahl von Mietbooten einsetzen, die entsprechend gekennzeichnet sind.